# Daniel Zaragoza
Daniel Zaragoza (* 11. Dezember 1957 in Mexiko-Stadt) ist ein ehemaliger mexikanischer Profiboxer. Von Mai bis August 1985 war er Weltmeister der WBC, sowie zwischen Februar 1988 und September 1997 insgesamt dreimal Weltmeister der WBC im Superbantamgewicht. 2004 wurde er in die International Boxing Hall of Fame aufgenommen.
Als Amateur war er Teilnehmer der Olympischen Spiele 1980.

## Amateurkarriere
Daniel Zaragoza war Mexikanischer Meister 1978 und Teilnehmer der Panamerikanischen Spiele 1979 in San Juan, wo er im Viertelfinale gegen den US-Meister und späteren Goldmedaillengewinner Jackie Beard ausschied.
Bei den Olympischen Spielen 1980 in Moskau besiegte er in der Vorrunde des Bantamgewichts Philip Sutcliffe aus Irland und im Achtelfinale Ray Gilbody aus Großbritannien, ehe er im Viertelfinale gegen Michael Parris aus Guyana unterlag.

## Profikarriere
Trainiert von Ignacio Beristain bestritt Zaragoza seine Profilaufbahn von Oktober 1980 bis September 1997. Bis zu seiner ersten WM-Chance bestritt er 29 Kämpfe, von denen er 27 gewann, darunter 16 vorzeitig. Seine beiden einzigen Niederlagen erlitt er 1982 und 1983 jeweils gegen Harold Petty. Im September 1982 wurde er Mexikanischer Meister im Bantamgewicht und konnte den Titel zehnmal verteidigen.
Am 4. Mai 1985 gewann er den vakanten WBC-Weltmeistertitel im Bantamgewicht gegen Fred Jackson (Kampfbilanz: 29-3), welcher aufgrund eines Kopfstoßes in der siebenten Runde disqualifiziert worden war. Den Titel verlor er jedoch in der ersten Verteidigung am 9. August 1985 durch eine Punktniederlage an Miguel Lora (23-0). Eine weitere Punktniederlage erlitt er im April 1986 gegen Jeff Fenech (12-0).
Anschließend gewann er wieder sieben Kämpfe in Folge und schlug dabei im Dezember 1986 Mike Ayala (40-3) durch Knockout, wodurch er Nordamerikameister der NABF im Superbantamgewicht wurde. Zwei weitere der Siege erzielte er in Titelverteidigungen gegen Aaron Lopez (20-2) und Darryl Thigpen (11-5), letzterer hatte im Januar 1987 Jaime Garza geschlagen.
Am 29. Februar 1988 boxte er um den vakanten WBC-Weltmeistertitel im Superbantamgewicht, welcher von Jeff Fenech niedergelegt worden war. Dabei siegte Zaragoza durch TKO in der zehnten Runde gegen Carlos Zárate (66-3), der 1994 ebenfalls in die International Boxing Hall of Fame aufgenommen wurde. Im Mai 1988 verteidigte er den Titel durch ein Unentschieden gegen Lee Seung-hoon (42-6) und im November 1988 durch KO in der fünften Runde gegen Valerio Nati (42-3).
1989 gewann er weitere Titelverteidigungen gegen Paul Banke (16-3), Frankie Duarte (45-7) und Park Chan-yong (29-4), ehe er am 23. April 1990 in seiner sechsten Verteidigung in einem Rückkampf gegen Paul Banke durch TKO in der neunten Runde unterlag. Banke wurde im November 1990 von Pedro Décima entthront, dieser wiederum verlor den Gürtel im Februar 1991 an Kiyoshi Hatanaka.
Zaragoza, welcher in der Zwischenzeit nur einen Kampf bestritten hatte, konnte am 14. Juni 1991 gegen Kiyoshi Hatanaka (22-1) erneut um den WBC-Titel boxen und siegte über zwölf Runden nach Punkten. Den Titel verteidigte er bis Jahresende gegen Joon Huh (26-2) und auch gegen Paul Banke, ehe er am 20. März 1992 nach Punkten gegen Thierry Jacob (37-3) unterlag. Jacob verlor den Titel im Juni 1992 an Tracy Patterson.
Zaragoza versuchte sich zweimal den Titel gegen Tracy Patterson (46-2) zurückzuerobern, scheiterte dabei jedoch im Dezember 1992 durch ein Unentschieden und im September 1993 durch TKO.
Durch sechs folgende Siege, darunter im Februar 1995 gegen José Sanabria (21-11), erhielt er eine erneute Chance um den WBC-Titel im Superbantamgewicht. Er boxte dabei am 2. Juni 1995 gegen Héctor Sánchez (32-2), der im August 1994 Tracy Patterson bezwungen hatte, und erreichte ein Unentschieden. Im direkten Rückkampf am 6. November 1995 gewann Zaragoza nach Punkten und wurde damit zum bereits vierten Mal Weltmeister, davon das dritte Mal im Superbantamgewicht.
1996 gewann er vorzeitig gegen Jōichirō Tatsuyoshi (12-2) und Tsuyoshi Hamada (20-1), sowie 1997 jeweils nach Punkten gegen Wayne McCullough (20-0) und in einem Rückkampf gegen Tatsuyoshi. In seiner fünften Titelverteidigung am 6. September 1997 verlor er durch KO in der elften Runde gegen Erik Morales (26-0) und beendete im Anschluss seine Karriere.

## Weiteres
Nach seiner Wettkampfkarriere eröffnete er den Boxclub Zaragoza Boxing Hall in Mexiko-Stadt. Sein älterer Bruder Agustín Zaragoza war ebenfalls Boxer und gewann eine Bronzemedaille im Mittelgewicht bei den Olympischen Spielen 1968.